# ساترن اسکای
ساترن اسکای (Saturn Sky) خودرویی است که بین سال‌های ۲۰۰۶ تا ۲۰۰۹ در ویلمینگتن تولید شده‌است.

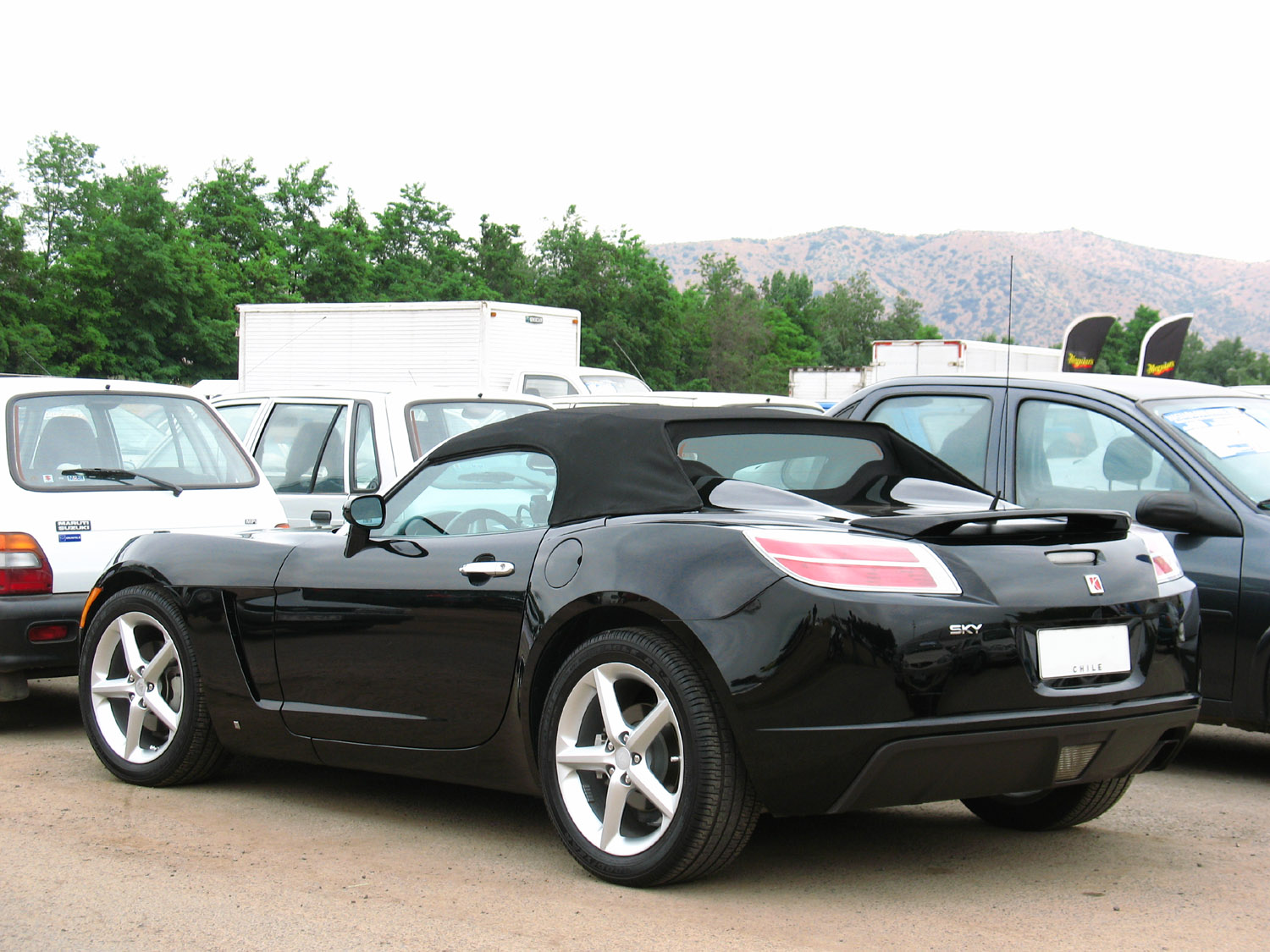
ساترن اسکای مدل ۲۰۰۹

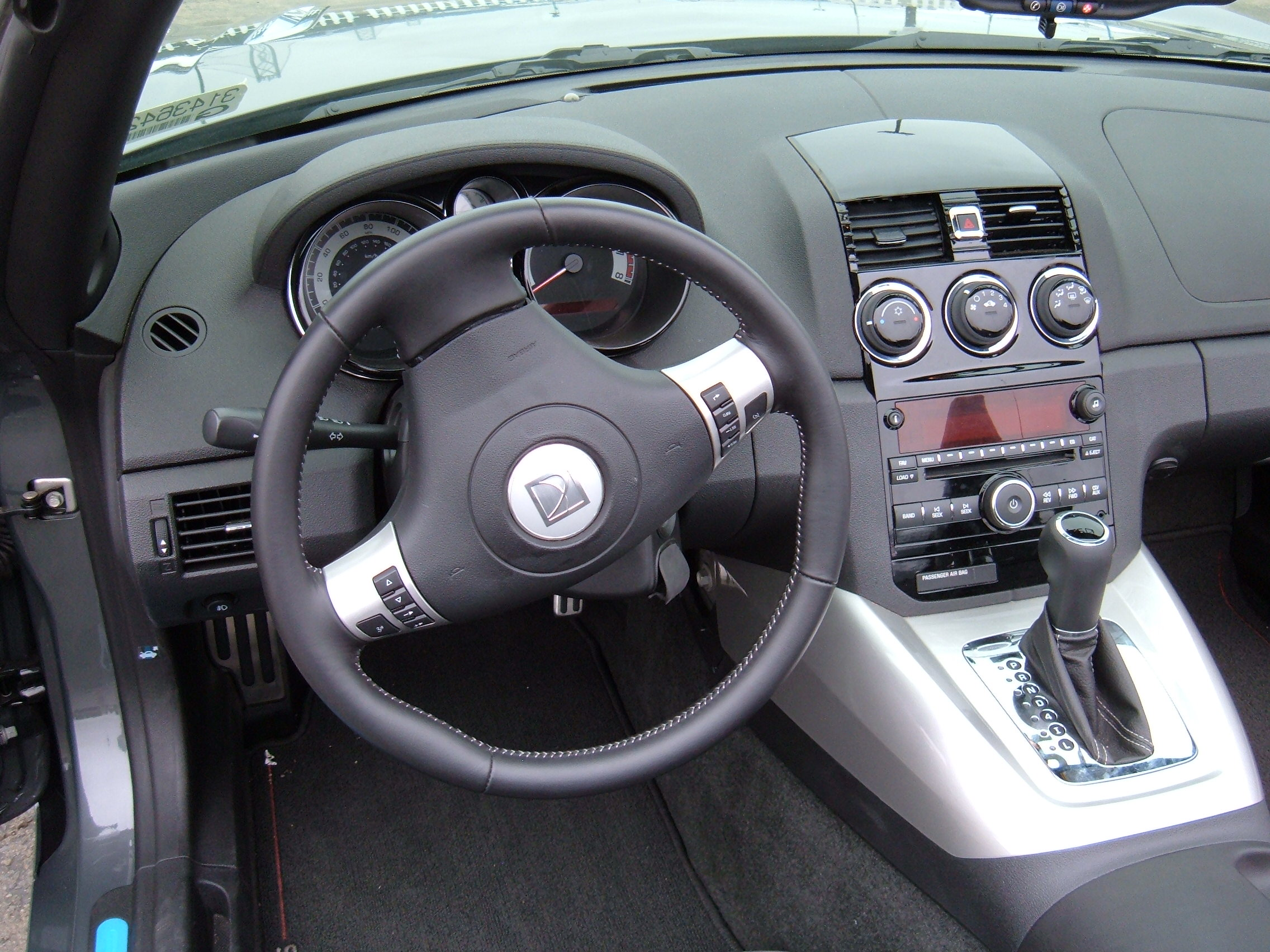
نمای داخلی خودرو

این خودرو که در کلاس خودرو اسپورت قرار گرفته، طراحی آن خودروهای موتور جلو-محور عقب بوده. طول آن در حالت طبیعی ۱۶۱٫۱ اینچ (۴٬۰۹۲ میلیمتر)، عرض آن در حالت طبیعی اینچ۷۱٫۴ اینچ (۱٬۸۱۴ میلیمتر)، ارتفاع آن در حالت طبیعی ۵۰٫۲ اینچ (۱٬۲۷۵ میلیمتر) و وزن آن در حالت طبیعی ۲٬۹۴۰ پوند (۱٬۳۳۰ کیلوگرم) است.
این خودرو ساخت شرکت ساترن کورپوریشن، (به انگلیسی: Saturn Corporation) است. این شرکت خودروسازی آمریکایی جز شرکت‌های تابعه کمپانی جنرال موتورز به‌شمار می‌آید، که در تاریخ ۳۱ اکتبر ۲۰۱۰ خط تولید آن متوقف شد. شرکت ساترن در ماه ژانویه ۱۹۸۵ راه‌اندازی شد. در ماه سپتامبر سال ۲۰۰۹، پس از صرف‌نظر کردن شرکت پنسکه اتوموتیو از خریداری این شرکت، کمپانی جنرال موتورز اقدام به متوقف کردن برند ساترن نمود.